# Pau Donés
Pau Donés Cirera (Barcelona; 11 de octubre de 1966-Bagerque; 9 de junio de 2020) fue un cantante, guitarrista y compositor español. Donés es mejor recordado por haber sido el vocalista del grupo musical Jarabe de Palo.

## Biografía
Nacido en Barcelona, según algunas fuentes,o más concretamente en la clínica El Pilar de Barcelona, según su autobiografía,comenzó su andadura con tan solo doce años, edad con la que tuvo su primera guitarra y con la que adquirió sus primeros discos.
A los quince años, con su hermano Marc, que tocaba la batería, formó su primer grupo, J. & Co. Band, y más tarde, Dentaduras Postizas. Compaginaba de esta manera conciertos en locales de Barcelona con su trabajo en una agencia de publicidad. Con el dinero que sacaba de trabajar en la agencia publicitaria adquirió su primer equipo, compuesto por una grabadora, un sintetizador, una mesa de mezclas y una guitarra eléctrica Fender Stratocaster. Con estos medios grabó sus primeros temas.
El tiempo pasó y formó Jarabe de Palo, grupo que empezó a ser conocido en el otoño de 1996. Su primer tema, «La flaca», se hizo famoso gracias a un anuncio de la marca Ducados para la campaña publicitaria del álbum Carácter Latino. El éxito del grupo nació tras esta campaña de publicidad en la primavera de 1997.
En octubre de 2018 anunció que dejaba la música de manera indefinida a partir de enero de 2019.
El 4 de enero de 2019 anunció el retiro temporal de Jarabe de Palo.Un año después, el 13 de abril de 2020, se informó que el grupo volvía a grabar disco con la previsión de que se publicaría en septiembre. Sin embargo, la publicación del que sería su último trabajo, Tragas o escupes, se realizó el 28 de mayo por sorpresa.

## Enfermedad y fallecimiento
El 1 de junio de 2015 anunció que le habían operado de un cáncer de colon,por lo que se vio obligado a cancelar los conciertos de la gira programados en España y América a partir de entonces.El 5 de abril de 2016 anunció en su cuenta de Twitter que había superado el cáncer. El 8 de febrero de 2017 comunicó una recaída y su intención de luchar de nuevo contra la enfermedad sin parar sus proyectos profesionales, que incluyeron una gira, nuevo disco y un libro durante el 2017.
El 9 de junio de 2020 su familia comunicó el fallecimiento del cantante a los 53 años.

## Honores póstumos
El 10 de junio de 2020, al día siguiente del deceso de Pau Donés el músico español José Riaza devastado por el suceso compone y lanza "Pau, nada me parece bonito". El tema fue incluido en el álbum Cleptomanías (2021).
En septiembre de 2020 se estrenó en cines la película Eso que tú me das, en la cual Pau es entrevistado por Jordi Évole dos semanas antes de fallecer y da su visión sobre la vida. 
A finales de 2020 le fue concedida la Medalla de Oro al Mérito en las Bellas Artes a título póstumo.

## Discografía
Con Jarabe de Palo:
- 1996 - La flaca
- 1998 - Depende
- 2001 - De vuelta y vuelta
- 2003 - Bonito
- 2004 - 1 m²
- 2007 - Adelantando
- 2009 - Orquesta reciclando
- 2011 - ¿Y ahora qué hacemos?
- 2014 - Somos

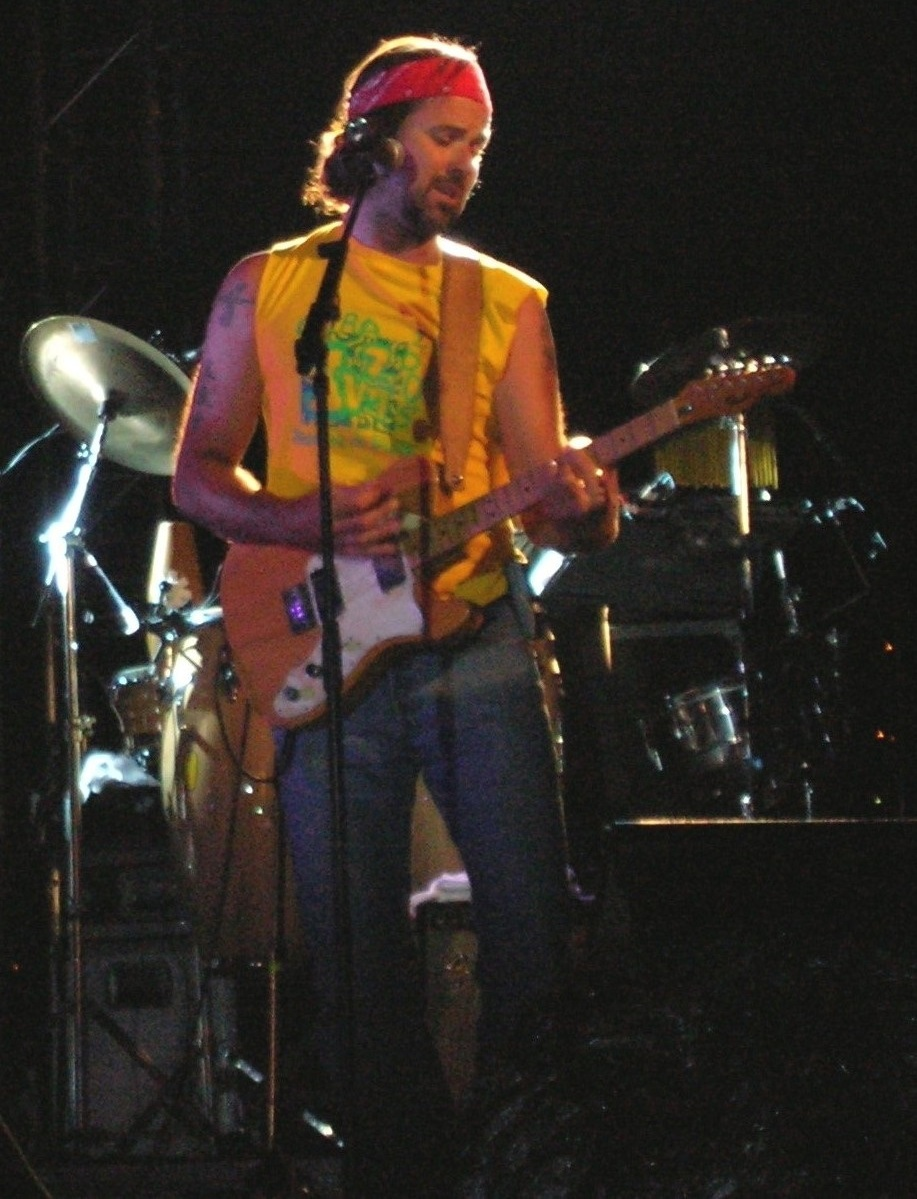
Donés durante una presentación en 2005.

- 2015 - Tour americano 14-15 (CD/DVD)
- 2017 - 50 palos (10-03-2017)
- 2018 - Jarabe Filarmónico
- 2020 - Eso que tú me das
- 2020 - Tragas o escupes

Discografía adicional:
- 2003 - Grandes éxitos
- 2004 - Colección "Grandes"
- 2005 - Completo, incompleto
- 2006 - Edición 10.º aniversario "La Flaca"